# Multifarina
Multifarina, en ocasiones erróneamente denominado Multifaina, es un género de foraminífero bentónico de estatus incierto, aunque considerado un sinónimo posterior de Pseudotristix de la Subfamilia Ichthyolariinae, de la familia Ichthyolariidae, de la superfamilia Robuloidoidea, del suborden Lagenina y del orden Lagenida. Su especie tipo es Multifarina xintanensis. Su rango cronoestratigráfico abarca desde el Kasimoviense hasta el Gzheliense (Carbonífero superior).

## Clasificación
Multifarina incluye a la siguiente especie:
- Multifarina xintanensis †